# Tatiana Andreoli
Tatiana Andreoli (Venaria Reale, 1º gennaio 1999) è un'arciera italiana.

## Biografia
Ha iniziato a tirare con l'arco all'età di 10 anni, nel 2009.
La prima gara internazionale è stata a Nîmes, quando ai campionati del mondo di tiro indoor ha vinto due ori, rispettivamente nella prova individuale e nella prova a squadre.
Ha inoltre partecipato ai campionati del mondo indoor nel 2016 ad Ankara dove si è qualificata prima nella prova a squadre e seconda nella prova individuale, che le ha tolto l'oro solo a seguito di uno shoot off.
Ai Giochi europei di Minsk 2019 ha vinto la medaglia d'oro nella gara individuale vincendo sulla connazionale Lucilla Boari per 7-1.

## Palmarès
- Mondiali

Berlino 2023:  Bronzo nella gara a squadre miste.
- Mondiali indoor

Yakton 2018:  Oro nella gara a squadre juniores;
- Giochi europei

Minsk 2019:  Oro nella gara individuale;